# Tora Bohlin Landström
Tora Linnea Bohlin Landström, född 16 augusti 1918 i Svarteborgs församling, Göteborgs och Bohus län, död 11 april 2017 i Gränna distrikt, Jönköpings län, var en svensk författare, konstnär och illustratör. Hennes målningssvit Barnsliga bilder med gullkant på gavs ut av Bohusläns museums förlag, som även ställde ut målningarna.

## Biografi
Bohlin Landström föddes 1918 i Svarteborgs socken i norra Bohuslän. Hennes föräldrar, Teodor Holmberg Bolin och Olena Söderström, hade elva barn, och hon var det näst yngsta barnet. Familjen var lantbrukare på gården Håveröd, på Södra Bullaresjöns västra sida. Fadern var Bohusläns regementes sista indelta soldat, och modern kom från en familj av mjölnare.
Bohlin Landström skickades som 14-åring till Västerbotten, där storasystern Ebba arbetare som lärarinna. Hon träffade där sin blivande make och de gifte sig innan hon fyllde 18, 1936.
Hon är framförallt känd för den konstnärliga sviten Barnsliga bilder med gullkant på, en svit som består av 21 målningar. I målningarna skildras upplevelser från Bohlin Landströms barndom, med teman som arbete, uppfostran, högtider, vandringsfolk, dans och djur. Stilen har beskrivits som naivistisk, ofta humoristisk och tämligen detaljrik.
Målningarna målades under 1980-talets början med text av Bohlin Landström själv. Den gavs ut av Bohusläns museums förlag 1986, och museet ställde också ut bilderna.